# جان غاستون، دوق فالوا
جان غاستون، دوق فالوا (17 أغسطس 1650 - 10 أغسطس 1652) أمير فرنسي، فهو ابن غاستون، دوق أورليان.